# Брвеник (приштински)
Брвеник је утврда у Србији, чији се остаци налазе око 25 km северозападно од Приштине, код места Брвеника у општини Подујево. Данас од ње није много остало, осим мањих гомила камења које је некада чинило бедеме тврђаве, а у њеном средишту су нађени темељи цркве.
Локално становништво ове рушевине зове Мусин Град и везује га за породицу зета српског кнеза Лазара — челника Мусу и његове синове, браћу Мусиће, који су погинули на Косову 1389. године, бранећи српску државу од Османлија. Њихова област пружала се до реке Брвенице, која је чинила њен југоисточни крај, због чега је могуће да се и сам Брвеник налазио у саставу њихове државе.

## Напомена
1. ↑  Средиште области челника Мусе и његових синова, од 1363. године, је тврђава Брвеник, седиште истоимене жупе, која се налазила на узвишењу изнад ушћа реке Брвенице у Ибар, а у њеној близини се налази и њихова задужбина, манастир Нова Павлица. Пошто обе тврђаве имају исти назив (Брвеник) и налазе се у близини реке истог назива (Брвеница) и везују се за исту породицу (Мусиће), понекад долази до мешања ова два утврђења.